# 曽我部司
曽我部 司（そがべ つかさ、1958年 - ）は、日本のジャーナリスト、ノンフィクション作家、デザイナー。

## 来歴・人物
北海道出身・在住。北海道札幌東高等学校卒業。1991年から取材活動を開始し、パプアニューギニアのフリ族や旧ユーゴスラビアの民族紛争を取材。94年春にボスニア・ヘルツェゴビナ郊外のスレブレニッツァの取材中に被弾して帰国。その後、チェコ共和国のプラハに取材の地を求める。
チェコ共和国での5年間の取材の後、2000年、『ホッケー69－チェコと政治とスポーツと』を発表し、本作で第9回開高健賞奨励賞を受賞した。2003年には、徹底した取材と検証による書き下ろし作品『北海道警察の冷たい夏－稲葉事件の深層』を発表。稲葉事件に関するルポルタージュの先駆けとなった。同作は第35回大宅壮一ノンフィクション賞、第57回日本推理作家協会賞（評論その他の部門）において、最終候補作となった。2006年に沖縄での取材をすすめ、初の人物評伝『笑う沖縄 「唄の島」の恩人・小那覇舞天伝』を発表。2007年には、稲葉事件を継続取材し『北海道警察の冷たい夏』の続編ともいえる『白の真実』を発表。
対象物の分析に独自のセンスを持つ写真家でありデザイナーでもある。世界を網羅しているeuropian presshoto  agency の報道カメラマンでも有名。NHK「クローズアップ現代」や北海道のUHBテレビなどにニュース解説者として多数出演。警察組織の腐敗と劣化を追及し、広域指定暴力団と執行機関を敵に回しながらも取材活動をつづけている。野心の上に正義を掲げないジャーナリストとして、彼を慕う若手ジャーナリストが多い。
60歳を過ぎても、一人のホッケー選手として、アイスホッケーをつづけている。

## 作品
- 『ホッケー69―チェコと政治とスポーツと』（TBSブリタニカ、2000年）ISBN 978-4484002118
- 『北海道警察の冷たい夏 稲葉事件の深層』（寿郎社、2003年）ISBN 978-4062749992 のちに講談社文庫
- 『笑う沖縄「唄の島」の恩人・小那覇舞天伝』（エクスナレッジ、2006年）ISBN 978-4767805986
- 『白の真実―警察腐敗と覚醒剤汚染の源流へ』（エクスナレッジ、2007年）ISBN 978-4767806129
- 『ジャーナリズムの条件3　メディアの権力性』（共著）（岩波書店、2005年）ISBN 4-00-026399-4